# Trawnikimänner
I Trawnikimänner (in polacco: trawniki, in italiano: uomini di Trawniki) furono i collaboratori dell'Europa centrale e orientale reclutati dai campi di prigionia allestiti dalla Germania nazista per i soldati sovietici dell'Armata Rossa catturati nelle regioni di confine durante l'Operazione Barbarossa lanciata nel giugno 1941. Migliaia di questi volontari prestarono servizio nel Governatorato Generale, cioè nel territorio della Polonia occupata dai tedeschi fino alla fine della seconda guerra mondiale. I Trawnikimänner appartennero a una categoria di Hiwi (dal tedesco Hilfswilliger, letteralmente "coloro che sono disposti ad aiutare"), cioè le guardie ausiliarie naziste reclutate tra la gente del posto.
Tra il settembre 1941 e il settembre 1942, le SS e la polizia tedesche addestrarono 2 500 uomini Trawnikimänner conosciuti come Hiwi Wachmänner nel campo di addestramento speciale di Trawniki fuori Lublino: alla fine del 1944 furono in servizio attivo 5.082 uomini. I Trawnikimänner furono organizzati da Streibel in due battaglioni SS-Sonderdienst. Si sa che circa 1 000 Hiwi fuggirono durante le operazioni sul campo. Sebbene la maggior parte degli uomini Trawnikimänner o Hiwi provenisse dai prigionieri di guerra, ci furono anche Volksdeutsche dall'Europa orientale tra loro, apprezzati per la loro capacità di parlare russo, ucraino e altre lingue dei territori occupati. Tutti gli ufficiali del campo di Trawniki furono Reichsdeutsche (cittadini del Reich tedesco), e la maggior parte dei comandanti di squadra era composta da Volksdeutsche, cioè da persone la cui lingua e cultura avevano origini tedesche, ma che non possedevano la cittadinanza tedesca. I civili arruolati e gli ex prigionieri di guerra sovietici inclusero armeni, azeri, bielorussi, estoni, georgiani, lettoni, lituani, ucraini, tartari e russi. I Trawnikimänner ebbero un ruolo importante nell'operazione Reinhard, il piano nazista per sterminare gli ebrei. Furono operativi anche nei campi di sterminio e svolsero un ruolo importante nell'annientamento della rivolta del ghetto di Varsavia, come riportato nel Rapporto Stroop.

## Nascita
Nel 1941, Himmler ordinò a Globočnik di reclutare principalmente ausiliari ucraini tra i prigionieri di guerra sovietici, a causa delle strette relazioni in corso con la locale Hilfsverwaltung ucraina. Globocnik scelse Karl Streibel dell'operazione Reinhard come persona chiave per questo nuovo progetto segreto. Streibel, con l'assistenza dei suoi ufficiali, visitò tutti i campi di prigionia per i sovietici dietro le linee dell'avanzata della Wehrmacht e, dopo uno screening individuale, reclutò i volontari ucraini, lettoni e lituani come ordinato.
Petro Mirčuk, anch'egli prigioniero politico nel campo di Auschwitz, racconta nelle sue memorie di aver avuto una conversazione con alcuni membri di un distaccamento di guardie ausiliarie nella seconda metà del 1943: «Per quanto ho potuto determinare, si trattava di un'unità composta da rappresentanti di vari cosiddetti "popoli orientali" - principalmente russi, bielorussi, caucasici e altri, e meno di tutti gli ucraini, sebbene per qualche ragione l'unità fosse ufficialmente chiamata "ucraina"».
Molto interessanti anche le osservazioni del pubblicista francese Louis Saurel. In un libro analogo sui campi di sterminio scrive: «Una parte dei soldati delle SS non erano tedeschi. C'erano molti rumeni, slovacchi, ungheresi, croati e così via. Gli interpreti erano tenuti a trasmettere spiegazioni tra i tedeschi e le truppe straniere delle SS». Nel racconto di Saurel gli ucraini non sono affatto menzionati e probabilmente rientrano nella categoria "e così via".
I Trawnikimänner furono radunati in una struttura di addestramento adiacente al campo di concentramento di Trawniki costruito per gli ebrei deportati dal ghetto di Varsavia. Il complesso (che ha un duplice scopo negli anni 1941-1943) fu istituito nel villaggio industrializzato di Trawniki a circa 40 chilometri a sud-est di Lublino con linee ferroviarie in tutte le direzioni nel territorio occupato. Da lì, i tiratori Hiwi furono schierati in tutti i principali siti di uccisione della soluzione finale: tale compito rappresentò il loro scopo principale di addestramento. Rivestirono un ruolo attivo nello sterminio degli ebrei a Belzec, Sobibor, Treblinka II, Varsavia (tre volte), Częstochowa, Lublino, Lvov, Radom, Cracovia, Białystok (due volte), Majdanek e Auschwitz, per non parlare dello stesso campo di concentramento di Trawniki, e dei restanti sottocampi di Majdanek tra cui Poniatowa, Budzyn, Kraśnik, Puławy, Lipowa, e anche durante i massacri di Łomazy, Międzyrzec, Łuków, Radzyń, Parczew, Końskowola, Komarówka e tutte le altre località, potenziate dalle SS e Schupo, così come dal battaglione di polizia di riserva 101, come parte di oltre due dozzine di battaglioni di polizia dell'ordine schierati nei territori occupati. La polizia tedesca effettuò rastrellamenti all'interno dei ghetti ebraici nella Polonia occupata dai tedeschi sparando a tutti coloro che non erano in grado di muoversi o che tentavano di fuggire, mentre i Trawnikimänner condussero massacri di civili su larga scala negli stessi luoghi.

### Organizzazione
Gli ausiliari non poterono indossare uniformi o insegne tedesche, né portare armi tedesche o usare gradi tedeschi. Tale scelta fu dettata principalmente da ragioni politiche. Le politiche razziali della Germania nazista considerarono gli slavi come subumani e non meritevoli di essere trattati alla pari dei soldati tedeschi. Ci fu anche un vero timore per l'ammutinamento o la diserzione da parte degli stranieri in uniforme tedesca. Per rafforzare i livelli sociali tra di loro, le guardie vennero quindi chiamate Wachmannen ("sentinelle") piuttosto che Schützen ("fucilieri") e ricevettero diverse uniformi e gradi. Una ragione pratica per questa politica fu la carenza di equipaggiamento tedesco, ma al contrario lo svariato materiale bellico catturato che altrimenti sarebbe rimasto inutilizzato.
Gli ufficiali tedeschi e gli alti sottufficiali ricevettero l'obsoleta tunica nera M32 SS o la tunica M37 grigio campo con rivestimenti blu. Questo li distinse dagli uomini al comando, ma nello stesso tempo li denotò come ausiliari piuttosto che come truppe regolari.
Inizialmente le unità furono organizzate in Gruppen, "gruppi", di circa 50 uomini e Züge, "plotoni", di circa 90-120 uomini. Questi furono ulteriormente assegnati a compagnie e battaglioni sotto il comando di ufficiali tedeschi e sottufficiali di livello superiore. Dopo aver lasciato Trawniki nel 1944 prima dell'avanzata sovietica, furono riorganizzati in unità di combattimento. Successivamente fu introdotto il livello di organizzazione Rotten, "File" o "Squadra di fuoco", in un momento in cui l'esercito tedesco impoverito si stava consolidando in Halbzüge, "mezzi plotoni" o "Sezioni".
Le guardie inizialmente indossarono le loro uniformi, in dotazione dall'esercito sovietico. Nell'autunno del 1941 ricevettero le uniformi dell'esercito polacco tinte di nero indossate dalle ex forze di Selbstschutz. Nell'estate del 1942 furono realizzate delle uniformi marroni dell'esercito belga per l'abbigliamento estivo. Le guardie in genere indossarono un misto delle due, di solito vennero equipaggiati con armi nemiche catturate, ma a volte anche con carabine tedesche Mauser Kar-98, mentre fucili automatici e pistole furono usati su incarico speciale.

## Il ruolo dei Trawnikimänner nella soluzione finale
In ciascuno dei campi di sterminio dell'Operazione Reinhard, i Trawnikimänner Hiwi furono in servizio come unità di guardia del Sonderkommando e furono selezionati per agire come operatori delle camere a gas. Passarono sotto la giurisdizione del comandante del campo in questione. Quasi tutte le guardie Trawnikimänner furono coinvolte in fucilazioni, percosse ed azioni di terrore nei confronti degli ebrei.
Lo storico russo Sergej Kudrjašov, che ha condotto uno studio sui Trawnikimänner che prestarono servizio nei campi di sterminio, ha affermato che tra loro c'erano pochi segni di attrazione per il nazionalsocialismo, ed inoltre che la maggior parte delle guardie si è offerta volontaria per lasciare i campi di prigionia e/o per interesse personale. D'altro canto, lo storico dell'Olocausto Christopher R. Browning ha scritto che gli Hiwi "sono stati selezionati sulla base dei loro sentimenti anticomunisti e quindi quasi invariabilmente antisemiti". Nonostante le opinioni generalmente apatiche delle guardie Trawnikimänner, la stragrande maggioranza ha fedelmente eseguito le aspettative delle SS nel maltrattamento degli ebrei. La maggior parte dei Trawnikimänner giustiziò gli ebrei già come parte della loro formazione professionale. Similmente al libro Ordinary Men di Christopher Browning del 1992, Kudrjašov sosteneva che i Trawnikimänner furono esempi di come le persone comuni potessero diventare assassini volontari.

### Operazioni di omicidio

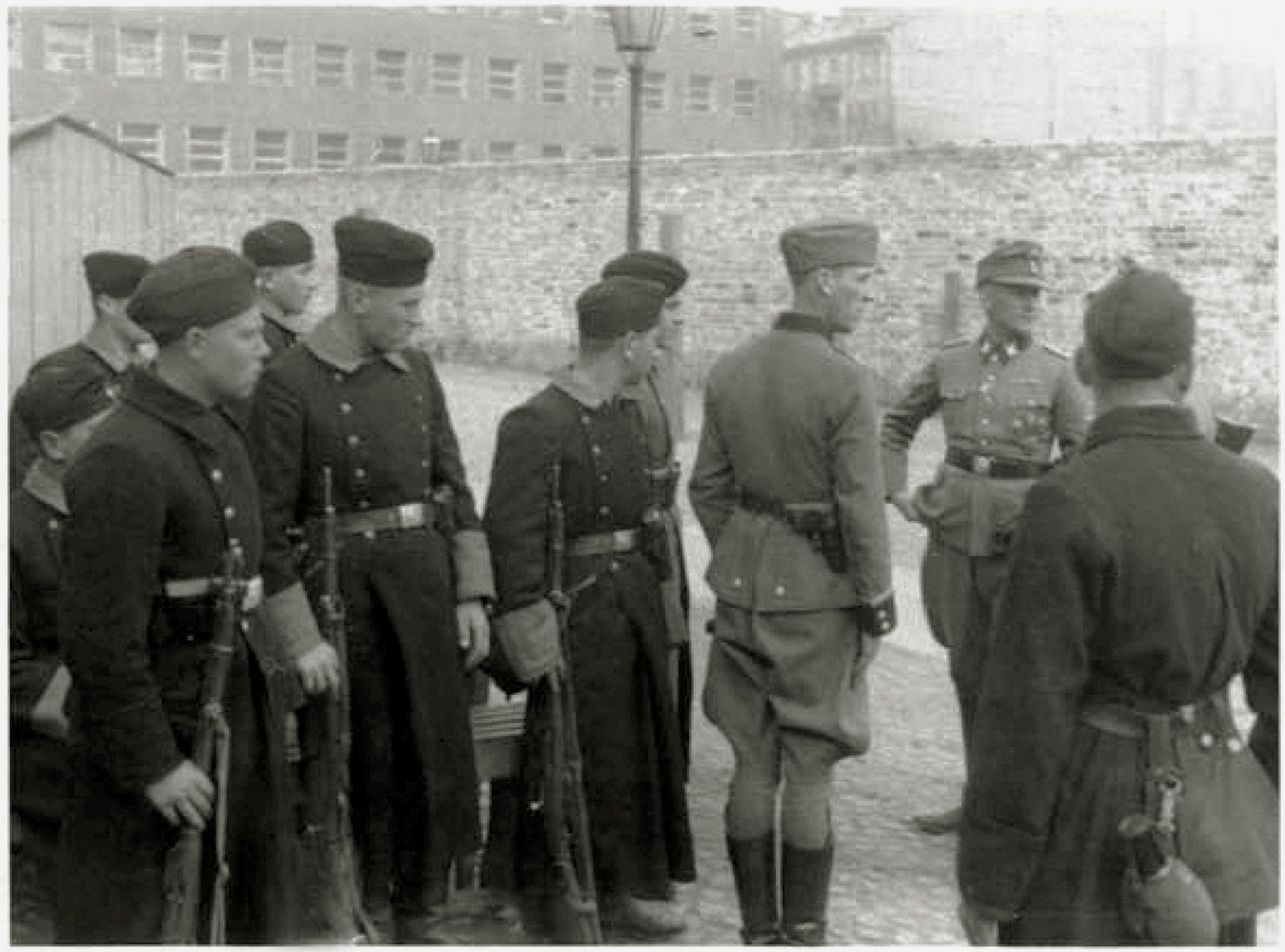
Rapporto Stroop. Fucilieri Trawniki durante la rivolta del ghetto di Varsavia nel 1943, con Jürgen Stroop (a destra), all'Umschlagplatz. I loro soprabiti militari provenivano dal surplus delle Allgemeine-SS, non più utilizzato dalle SS tedesche.

I Trawnikimänner furono assegnati al peggiore del "lavoro sporco in loco" dall'Hauptsturmführer Karl Streibel, come riportato da Browning, così i tedeschi del battaglione parallelo della polizia di riserva 101 della polizia dell'ordine di Amburgo "non sarebbero impazziti" per l'orrore dell'uccisione messa in pratica per ore o giorni di seguito. I Trawnikimänner arrivavano in squadre di circa 50 persone sul luogo dell'omicidio, e iniziarono sedendosi davanti a un panino e alle bottiglie di vodka in dotazione comportandosi come ospiti, mentre i tedeschi si occuparono delle folle indisciplinate delle migliaia di abitanti del ghetto: come ad esempio Międzyrzec, Łuków, Radzyń, Parczew, Końskowola, Komarówka.

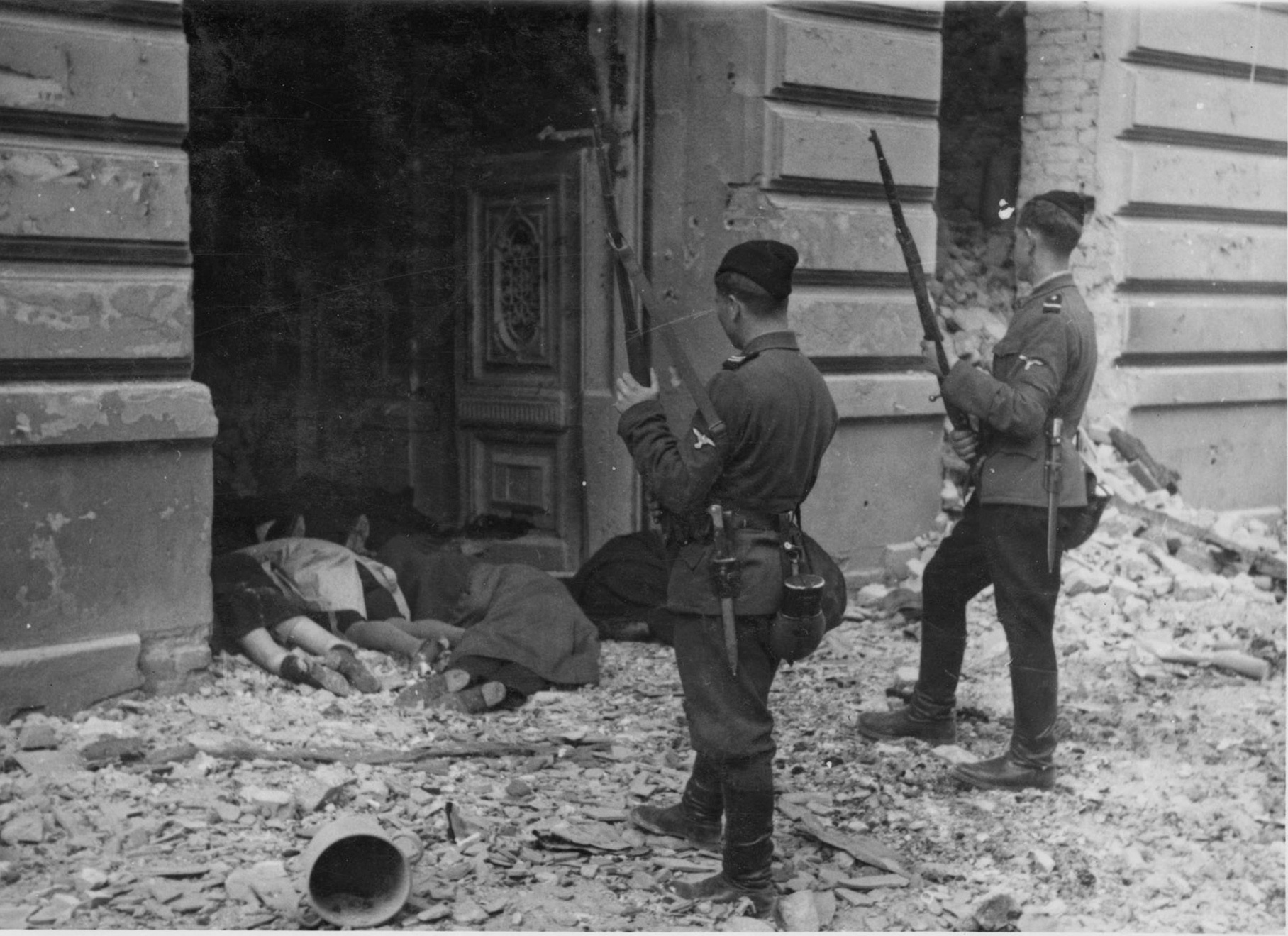
Uomini "Trawniki" durante la distruzione del ghetto di Varsavia a Zamenhofa 42 / Kupiecka 18. Foto dal rapporto di Jürgen Stroop, maggio 1943

I Trawnikimänner spararono così velocemente e così selvaggiamente che i poliziotti tedeschi "spesso dovettero mettersi al riparo per evitare di essere colpiti". Gli Hiwi ucraini furono percepiti come indispensabili. A Łomazy, i tedeschi furono "felicissimi" di vederli arrivare dopo il disordinato massacro di Józefów che traumatizzò permanentemente i carnefici inesperti. L'ondata di uccisioni di massa di ebrei dal ghetto di Międzyrzec Podlaski, durata senza sosta per diversi giorni, fu condotta dal battaglione di Trawnikimänner di circa 350-400 uomini, come a Parczew, o nel ghetto di Izbica. Alcuni agenti di polizia tedeschi si sentirono a disagio nell'uccidere i polacchi non ebrei. La loro unità uccise 4.600 ebrei nel settembre 1942, ma solo 78 polacchi etnici. Al contrario, gli Hiwi considerarono i polacchi cristiani come trasgressori delle pari opportunità. Quando erano troppo ubriachi per presentarsi ad Aleksandrów, il maggiore Wilhelm Trapp ordinò il rilascio dei prigionieri rastrellati per l'esecuzione di massa.
L'SS-Gruppenführer Jürgen Stroop fu incaricato della soppressione della rivolta del ghetto di Varsavia e della metodica distruzione del ghetto stesso, fu responsabile del massacro di oltre 50.000 ebrei polacchi, in un'intervista carceraria con Kazimierz Moczarski, pubblicata nella sua edizione originale polacca delle Conversazioni con un boia, dichiarò:
Il personale Trawnikimänner fu utilizzato anche nella soppressione dell'agosto 1943 della rivolta del ghetto di Białystok, così come nella meno nota rivolta del ghetto di Mizocz dell'ottobre 1942, tra le altre simili. In altre località, gli elenchi compilati dalla locale Hilfsverwaltung ucraina hanno permesso loro di identificare rapidamente e con precisione i loro obiettivi ebraici.

## Carriere successive del personale Trawnikimänner
Il campo di addestramento di Trawniki fu smantellato nel luglio 1944 a causa dell'avanzata russa. Gli ultimi 1.000 Hiwi che formavano il battaglione delle SS-Streibel guidati dallo stesso Karl Streibel, furono trasportati a ovest per continuare le loro azioni nei campi di sterminio ancora funzionanti. Gli ebrei dell'adiacente campo di lavoro di Trawniki furono massacrati nel novembre 1943 durante l'Aktion Erntefest. I loro corpi riesumati furono inceneriti nella Sonderaktion 1005 dai Sonderkommandos di Milejówche, a loro volta giustiziati sul posto al completamento del loro compito entro la fine del 1943. I sovietici entrarono nella struttura di addestramento completamente vuota il 23 luglio 1944. Dopo la guerra, le autorità sovietiche arrestarono e perseguirono centinaia, forse mille Hiwi che tornarono in URSS. Il numero minore di processi dati da Kudrjašov è di oltre 140 tra il 1944 e il 1987. Quelli portati in giudizio in Unione Sovietica furono processati sia davanti a tribunali civili sia davanti a tribunali militari. Quasi tutti i processati in Unione Sovietica furono condannati e alcuni furono giustiziati: la maggior parte fu imprigionata nei Gulag e rilasciata in seguito all'amnistia di Chruščëv del 1955.
In confronto, il numero di Hiwi processati in Occidente fu esiguo. Sei imputati sono stati assolti da tutte le accuse e liberati da un tribunale della Germania occidentale ad Amburgo nel 1976, incluso il comandante Streibel. La principale differenza tra loro e i Trawnikimänner arrestati in Unione Sovietica fu che i primi sostenevano la mancanza di consapevolezza e non lasciavano testimoni vivi che potessero testimoniare contro di loro, mentre i secondi erano accusati di tradimento e quindi erano condannati fin dall'inizio. Negli Stati Uniti circa 16 ex guardie Hiwi sono state denaturalizzate.

## Nomi noti diTrawnikimännerche prestarono servizio nei campi di sterminio
La notorietà dei crimini commessi dai Trawnikimänner nei campi di sterminio di Belzec, Sobibor e Treblinka durante l'Operazione Reinhard, ha portato a molti nomi specifici che sono stati riportati in seguito nella letteratura del dopoguerra e dai musei dell'Olocausto, in base a testimonianze, memorie ed archivi di sopravvissuti ebrei e polacchi. La lunga lista di almeno 234 nomi di guardie del campo scritti, può essere attribuita a più di una dozzina di fonti in cui compaiono. Spesso presentano ortografie arbitrarie nella traduzione inglese e polacca, basate sulla sola memoria, per cui gli autori non potettero essere legalmente identificati. I seguenti sono i più noti, confermati dai tribunali e disposti in ordine alfabetico.
1. John Demjanjuk, ucraino che si unì ai Trawnikimänner e prestò servizio come guardia a Sobibor. Demnjanjuk emigrò negli Stati Uniti, ma fu deportato in Israele per essere processato come "Ivan il Terribile" nel 1986. Demjanjuk fu dichiarato colpevole e condannato a morte, ma la sua condanna fu annullata dalla Corte Suprema israeliana dopo che nuove prove misero in dubbio l'identità di Demjanjuk come "Ivan il Terribile". Nel 2009, Demjanjuk è stato deportato in Germania dove è stato condannato nel 2011 per essere stato una guardia a Sobibor.[27]
2. Fëdor Federenko, campo di Treblinka, il prigioniero di guerra sovietico reclutato dallo Stalag 319 a Chełm, guardia del ghetto ebraico di Lublino, inviato a Varsavia e nel campo di sterminio di Treblinka nel settembre 1942. Dopo la guerra Federenko si stabilì negli Stati Uniti; fu estradato in Unione Sovietica nel dicembre 1984. Il suo processo e la sua esecuzione furono pronunciati nel luglio 1986.[26]
3. Josias Kumpf, un Volksdeutsche jugoslavo che ha preso parte alla sanguinaria Operazione Erntefest a Trawniki, privato della cittadinanza statunitense nel 2005 e deportato in Austria nel marzo 2009. È sfuggito all'accusa grazie alla prescrizione in vigore nel paese.[28]
4. Samuel Kunz, campo di Belzec, ex prigioniero di guerra sovietico addestrato a Trawniki, è stato accusato a Bonn, in Germania, nel luglio 2010 di essere una guardia del campo di Belzec.[29] Kunz è morto nel novembre 2010 prima del processo.[30]
5. Wasyl Lytwyn, nato nel 1921; espulso nel dicembre 1995 e rimpatriato in Ucraina.
6. Ivan Mandycz nato nel 1920; fuggì negli Stati Uniti nel 1955; espulso nel 2005 e respinto per l'età; morto nel 2017
7. Ivan Ivanovič Marčenko, campo di Treblinka, nell'Armata Rossa dal 1941, a Trawniki dal campo di prigionia di Chełm, guardia del ghetto ebraico di Lublino e di Treblinka insieme a Nikolaj Šalaev che ebbe il compito di costringere gli ebrei nelle camere a gas e di avvisare gli "automobilisti" di accendere il motore del gaswagen quando gli veniva chiesto di "aprire l'acqua"; chiamato dagli ebrei "Ivan il Terribile" (Ivan Grozny), Marčenko mostrò una ferocia particolare durante il processo di uccisione; fotografato con Ivan Tkačuk a Treblinka. Nel 1943 fu trasferito a Trieste, e nel 1944 fuggì in Jugoslavia. Destino sconosciuto, mai processato.[4]
8. Jakiw Palij, (16 agosto 1923 - 10 gennaio 2019), guardia Hiwi, fu deportato negli Stati Uniti nel 1949 e sostenne di aver lavorato nella fattoria di suo padre, fu privato della cittadinanza degli Stati Uniti per aver "dato false dichiarazioni materiali nella sua domanda di visto per immigrare negli Stati Uniti”.[31][32][33] Espulso dagli Stati Uniti il 21 agosto 2018 all'età di 95 anni.[34] È morto il 10 gennaio 2019 all'età di 95 anni.[31]
9. Nikolaj Šalaev, guardia di Hilfswiger in servizio nel campo di sterminio di Treblinka. Era una delle due guardie ucraine (insieme a Ivan Marčenko) responsabile del motore che produceva i gas di scarico che venivano usati nelle camere a gas. Processato dai sovietici dopo la guerra per tradimento e condannato a morte.[35]
10. Jakob Reimer alias Jack Reimer, guardia Hiwi a Trawniki nel 1944. Denaturalizzato nel 2002; morì nel 2005 prima di poter essere deportato dagli Stati Uniti in Germania.[36][37]
11. Vladas Zajančkauskas, tiratore Hiwi schierato per partecipare all'annientamento del ghetto di Varsavia; gli è stata revocata la cittadinanza statunitense nel 2005 all'età di 95 anni.[38] Morto nel 2013.